# Cañada de Ricos
Cañada de Ricos är en ort i Mexiko.   Den ligger i kommunen Lagos de Moreno och delstaten Jalisco, i den centrala delen av landet, 400 km nordväst om huvudstaden Mexico City. Cañada de Ricos ligger 1 926 meter över havet och antalet invånare är 212.
Terrängen runt Cañada de Ricos är platt åt nordväst, men åt sydost är den kuperad. Terrängen runt Cañada de Ricos sluttar västerut. Runt Cañada de Ricos är det ganska tätbefolkat, med 56 invånare per kvadratkilometer. Närmaste större samhälle är Lagos de Moreno, 6,5 km väster om Cañada de Ricos. Trakten runt Cañada de Ricos består till största delen av jordbruksmark.